# Wettmar
Wettmar ist eine Ortschaft der Stadt Burgwedel in der niedersächsischen Region Hannover.

## Geschichte

### Frühgeschichte
Zahlreiche archäologische Funde aus der Gemarkung Wettmar weisen auf das periodische Siedeln von Jäger- und Sammler- sowie Fischergruppen nach der letzten Eiszeit hin. Bei den Funden handelt es sich um Steinwerkzeuge aus der Altsteinzeit (12.000–8000 v. Chr.) und der Mittelsteinzeit (8000–4500 v. Chr.).
Aus der Jungsteinzeit (4500–2000 v. Chr.) sind Steinwerkzeuge, die der Ackerbaukultur zuzuordnen sind, an den Endmoränenrändern gefunden wurden. Dabei handelt es sich um Hämmer, Steinäxte, Steinbeile und Flintdolche. Funde aus der Bronzezeit und der früheren Eisenzeit (2000–500 v. Chr.) aus den Hügelgräbern hinter dem „Schelp“, Maschkop, dem Ehrenberg bei Thönse und dem Lahberg deuten auf dorfähnliche Siedlungen hin. Gefunden wurden bei Ausgrabungen Urnen verschiedener Art und Bronzegrabbeigaben.

### Mittelalter
Bereits um 1000 gab es eine Ortschaft im Gebiet des heutigen Altdorfes. Notausgrabungen von 1991 im Bereich des Baugebietes „Obstgarten“ brachten Reste eines Grubenhauses als Webhaus eines Gehöftes sowie Webgewicht, Keramiken und gebrannte Steine zum Vorschein.
Eine Eintragung in das Güterverzeichnis der Hildesheimer Dompropstei aus dem Jahre 1277 ist die älteste schriftliche Dokumentation des Dorfes „Wettmar“, damals noch als „Wetemer“ bezeichnet.
Verständlich wird die Benennung durch die Lage des Ortes: Wettmar ist auf drei Seiten von Erhebungen umgeben, worauf sich die Namengebung bezogen haben könnte.
Eine erste Kirche in der Nähe des heutigen Standortes (Magnuskirche) wurde zu Beginn des 14. Jahrhunderts errichtet, nachdem sich die drei Dörfer Wettmar, Thönse und Engensen am 25. November 1307 von der bis dahin zuständigen Pfarrei Burgdorf losgekauft hatten. Die Kirche wurde während des Dreißigjährigen Krieges zerstört.
Im Jahre 1350 brach im Gebiet des heutigen Niedersachsens die Pest aus. Der Epidemie fielen auch zahlreiche Bewohner in Wettmar zum Opfer.
Durch das Nachsiedeln von zahlreichen Kötnern in Wettmar auf der „breiten Trift“ entstanden neue Siedlungsabschnitte. Das ursprüngliche Dorf war in einer halbrunden Form angelegt, mit einer breiten Trifft zu den Weidegebieten.

### Neuzeit

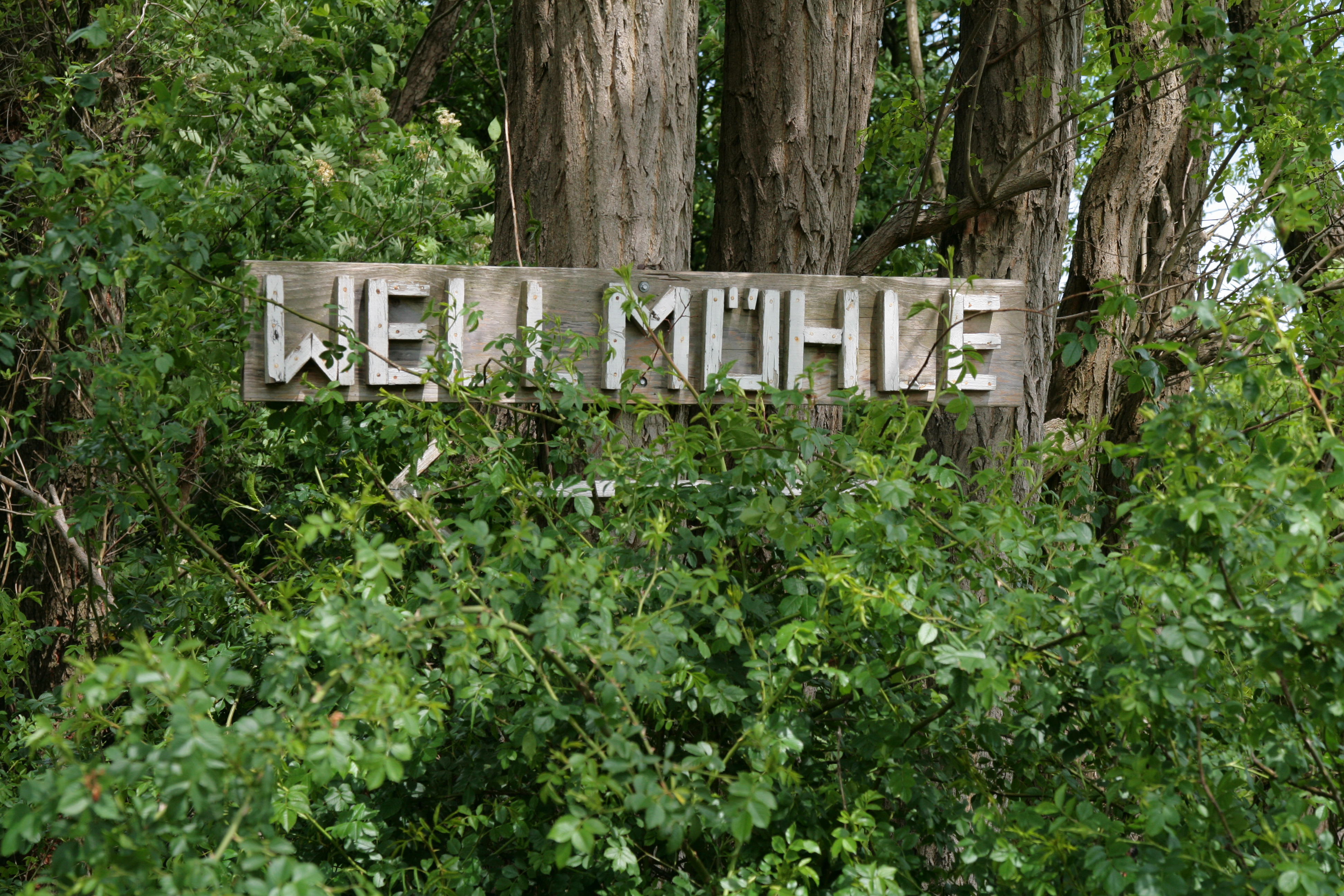
Zufahrt zur Wellmühle

Ab 1523 oder 1534, das genaue Jahr ist unbekannt, verrichtete Gerd Polde als erster reformierter Prediger in Wettmar Dienst.
Die erste urkundliche Erwähnung des Standortes der Windmühle am heutigen Nordberg fand 1585 statt. Etwa zeitgleich 1586 wurde die Wellmühle als bäuerliche Wassermühle erwähnt. Sie befand sich im Besitz zweier Wettmarer Höfe. Da die Mühle durch einen Mühlenteich, der durch verschiedene Zuläufe gespeist wurde, angetrieben wurde, war das Aufstauen des Wassers einige Tage lang erforderlich, um die Mühle betreiben zu können. Das Wasserrad der Wellmühle stellt den unteren Teil des Wettmarer Wappens dar.

### Der Dreißigjährige Krieg
Wettmar litt im Dreißigjährigen Krieg besonders unter der Einquartierung dänischer Truppen. Im Jahre 1624 wurde die Wettmarer Kirche und das Pfarrwitwenhaus zerstört. 1689 wurde mit dem Neubau begonnen, 1694 wurde die Kirche eingeweiht.
Im Gefolge des Krieges wurden die Wettmarer Wellmühle und die Engenser Wulbekmühle ganz „ruiniret“. Die Wellmühle war in den Besitz der Gemeinde Wettmar übergegangen. Die Gemeinde fand niemanden, der sich zur Herrichtung der Mühle in der Lage gesehen hätte. Aus diesen beiden zerstörten Mühlen entstand die herrschaftliche Wellmühle. Die Mühle diente nach ihrer Errichtung 1668 bis 1901 zum Mahlen von Malz, das für die Burgwedeler Brauerei benötigt wurde.
Der Wettmarer Damm bestand von alters her, um die Weidegebiete im Wietzenbruch zu erschließen. Um 1660 wurde er verbreitert. Gleichzeitig wurde ein neuer Damm errichtet, der eine Verbindung von Kleinburgwedel auf den Wettmarer Damm im Bereich der Krümme herbeiführte. Der Damm erlangte die Bedeutung eines Heerweges, wodurch sich das Recht der Nutzung für die ganze Vogtei ergab. Die vielfältige Nutzung führte zu Streitigkeiten zwischen den Ortschaften über die Unterhaltung des Weges. Der Streit endete etwa 1779 mit der Fertigstellung des neuen Heerweges von Hannover nach Celle (Bundesstraße 3). Dadurch verlor der Wettmarer Damm seine überörtliche Bedeutung.

### Schule in Wettmar
1668 wurde im Kirchspiel Wettmar der erste Schuldiener (Lehrer) eingesetzt. Ein geregelter Unterricht fand lange Zeit nur im Winter statt, da die Kinder während des restlichen Jahres auf Hof und Feld helfen mussten. 1712 entstand in Wettmar ein Schulgebäude mit einem etwa 60 m² großen Klassenraum. Es befand sich an der Stelle des heutigen Pfarrgartens (Hauptstraße). Der Wettmarer Lehrer Grave übernahm eine Schulklasse im Alter von 16 Jahren. Die Klassenstärke betrug im Jahr 1699 in Wettmar 100 Schüler.
1860 wurde an der Hauptstraße 21 ein neues Schulgebäude errichtet. Die Inschrift lautet: „Hier lernt die zarte Jugend Frömmigkeit, Weisheit und Tugend.“

### Die Wellmühle
1752 wurde die Wellmühle als Amts- und Wohnsitz der Wettmarer Förster eingesetzt. Die örtlichen Bauern sperrten sich gegen den Vorschlag, ein neues Forstgebäude auf dem Schelpberg errichten zu lassen. Ab dem Jahr 1763 hatte Wettmar den ersten „gehenden Förster“.

### Ortsbrände in Wettmar
1787 wurde Wettmar von zwei Feuerkatastrophen heimgesucht. 13 von 51 Höfen fielen den Bränden zum Opfer. Begünstigt wurden die Feuer von den strohgedeckten Häusern. Die Neubauten mussten daraufhin einen Sicherheitsabstand aufweisen. Da es zu einem Mangel an Eichenstämmen kam, wurden für den Wiederaufbau Tannenholz verwendet. Die Landesherren stellten den Brandopfern Getreide zur Selbstversorgung zur Verfügung.
Ein zweiter schwerer Brand brach am 24. Juni 1850 aus und erfasste innerhalb von zwei Stunden 51 Gebäude. Diesmal brannte auch die Kirche nieder – und mit ihr 25 der 50 Häuser und Höfe. Die St.-Marcus-Kirche wurde nach Plänen des hannoverschen Architekten Conrad Wilhelm Hase neu gebaut und 1855 eingeweiht.
Am 4. Juli 1850 geriet wieder eine Scheune in Brand, diesmal brannten 59 meist dicht beieinanderstehende Gebäude im Ortsteil „im Klündern“ nieder, 25 Wohnhäuser und 34 Wirtschaftsgebäude wurden vernichtet. 34 Familien wurden obdachlos. 1851 waren fast alle Gebäude wieder errichtet. Aufgrund der damaligen Brände gibt es heute in Wettmar kaum Fachwerkhäuser, die älter als 220 Jahre sind.

### Die Agrarreform
1802 wurde auf dem Gebiet des ehemaligen Fürstentums Lüneburg die erste umfassende Gemeinheitsteilungsverordnung erlassen. Mit der Generalteilung des Wietzenbruchs begann für die Bauern in Wettmar und Umgebung eine grundlegende Veränderung der bisherigen Wirtschaftsform. Anstelle der bisherigen genossenschaftlichen Nutzung des Wietzenbruchs, wurden den einzelnen Ortschaften Weideflächen zugewiesen. Die Bemessungsgrundlage für die Aufteilung waren die Viehbestände der einzelnen Ortschaften. Neben der Aufteilung der Weideflächen wurden auch Berechtigungen an herrschaftlichen Forsten und Mooren, u. a. „Großes Moor“, durch Zuweisung von Flächen abgelöst. Dieser Vorgang war 1850 abgeschlossen.
Innerhalb der Ortschaften wurde das Land von 1827 bis 1853 nach dem gleichen Schema an die einzelnen Bauern weiterverteilt. Die neuen Besitzverhältnisse wurden vermessen und katasteramtlich erfasst. Darüber hinaus wurden auch gemeinschaftliche Wege und Gräben angelegt. Diese Vorgehensweise wurde als „Verkopplungsverfahren“ (Flurbereinigung) bezeichnet, begann 1857 und wurde 1883 abgeschlossen.

### Die Kaiserzeit

#### Gewerbe in der Kaiserzeit
1878 wurde in Wettmar eine Streichholzfabrik von W. Pedeke eröffnet. Diese befand sich an der Luisenstraße/Ecke Schelpberg und produzierte etwa 50 Millionen Streichhölzer pro Jahr. Im Jahre 1882 brannte diese Fabrik nieder.
Es gab auch eine Ziegelei in Wettmar, die 1870 eröffnet wurde und bis 1902 Ziegel herstellte. Noch heute sind die Reste auf der linken Seite (von Wettmar Richtung Engensen kommend), sichtbar. Die Geländeeinschnitte oberhalb der Ziegelei und im Mühlenfeld (am Celler Weg) sind auf den Tonabbau für die Ziegelei zurückzuführen. Nach der Stilllegung wurde das Grundstück bis 1940 als Wieckenberg’sche Obstplantage und Champignonzucht genutzt.
Ab 1872 betrieb H. Bartels eine Dampfsägemühle im Bereich „Alter Holzhof“. Daneben gab es um 1899 folgende Handwerksunternehmen: Bäcker, Dachdecker, drei Gastronomen, fünf Händler (Höker), Schlachter, zwei Schmiede, zwei Schneider, fünf Schuster, zwei Stellmacher und vier Tischler.
Die Müllerei erlebte infolge einer intensiven Landnutzung eine Blütezeit. Von 1880 bis 1926 wurde neben der Bockwindmühle am nordöstlichen Rand Wettmars die Schulzenmühle auf der Horst betrieben.
Ab 1883 wurde in Wietze Öl gefördert. Dieser Boom erreichte auch Wettmar. 1898 schlossen die Wettmaraner einen Kalibohrvertrag ab. Die Bohrversuche am „alten Damm“ brachten aber keine Erfolge.

#### Die Freiwillige Feuerwehr
Die Freiwillige Feuerwehr wurde 1888 gegründet. 36 Gründungsmitglieder waren zur Gründung anwesend. Der Burgdorfer Landrat erkannte 1890 die Freiwillige Feuerwehr Wettmar als so genannte Schutzwehr an. 1891 schaffte sich die Wettmarer Feuerwehr eine Wagen-Handdruckspritze an. Da die neuen Pumpen recht viel Wasser förderten, erwiesen sich die bis dahin bestehenden Löschwasserteiche als zu klein. Aus diesem Grunde wurden in Wettmar für den Ernstfall drei Röhrenbrunnen gebaut, ebenso zwei große Wasserbecken. Aufgrund einer am 28. Dezember 1898 vom preußischen Innenminister erlassenen Verfügung erließ der Oberpräsident der Provinz Hannover, Se. Exc. Konstantin Graf zu Stolberg-Wernigerode, Major à la suite der Armee, am 27. September 1901 die „Polizeiverordnung, betreffend die Regelung des Feuerlöschwesens“, die Bestimmungen für die Errichtung von „Gemeinde-Feuerwehren“ (Pflichtfeuerwehren) enthielt. In § 1 heißt es: „In jeder Stadt- und Landgemeinde und in jedem Gutsbezirke, soweit in denselben nicht eine aus-reichende Berufsfeuerwehr besteht, oder dieselben nicht einem Spritzenverbande (§ 139 des Zuständigkeits-Gesetzes) angehören, sowie für jeden Spritzenverband ist eine Feuerwehr einzurichten ...“

#### Vereinsleben in Wettmar zu Kaisers Zeiten
Das Vereinsleben zu dieser Zeit entstand meistens aus den Schützenvereinen und den Musikvereinen. 1902 wurde der Schützenverein „Gut Ziel“ in Wettmar gegründet. 1906 schlossen sich die Schützenvereine aus Wettmar, Kleinburgwedel und Thönse zu einem Bund zusammen, der regelmäßig Vergleichsschießen veranstaltete. 1907 fand die erste dieser Aktivitäten statt.
Der Wettmarer Männergesangverein „Germania“ gründete sich im Jahr 1883 mit 50 Mitgliedern. Er gilt als ältester Verein Wettmars. Seit 1900 gehörte er dem Sängerbund „Hannovera“ an.

### Der Erste Weltkrieg
Am Abend des 1. August 1914 verkündete eine Extraausgabe des Burgdorfer Kreisblattes die Mobilmachung. Als erster Mobilmachungssonntag wurde der 2. August 1914 genannt. Viele Wettmaraner, die die Befürchtung hatten, sofort eingezogen zu werden, besuchten am Vorabend Gottesdienste. Die Standesämter reagierten umgehend: die Aufgebotspflicht wurde aufgehoben. Die Meldung von Freiwilligen hielt sich in den Dörfern, so auch in Wettmar, in Grenzen. Der Grund dafür dürfte in der Arbeit auf den Höfen zu suchen sein. Da immer mehr Männer eingezogen wurden, wurde die Ferienzeit der Schüler verlängert, damit diese auf den Höfen helfen konnten. In Wettmar wurde ein „Deutsch-Evangelischer Frauenverein“ gegründet. Dieser Verein führte Sammlungen durch und stellte Dinge des täglichen Bedarfs für die Frontsoldaten her.
Da ein Mangel an männlichen Arbeitskräften entstand, wurden in Wettmar belgische, russische und französische Kriegsgefangene zur Erntearbeit, aber auch zum Eisenbahnbau, eingesetzt. Diese bis zu 100 Gefangenen wurden in der Gaststätte Blume untergebracht.
Bereits im Herbst 1914 kamen die ersten Kriegsverletzten nach Wettmar zurück. 23 Wettmaraner fielen dem Ersten Weltkrieg zum Opfer.

### Die Weimarer Republik
Während der turbulenten Übergangszeit wurden in Wettmar nächtliche Gemeindewachdienste eingeführt. Eine vierköpfige Kommission sorgte für die Einteilung der Wachen. Ein sechsköpfiger Bauernrat trat nach entsprechender Wahl, als Gegengewicht zu den Arbeiterräten der Städte, seinen Dienst an.
1920 erhielt Wettmar Elektrizität. Bereits 1922 waren 136 Höfe elektrifiziert.
Die Inflationszeit machte sich auch in Wettmar bemerkbar. 1923 fand in der Wettmarer Volksschule eine Protestveranstaltung statt. Die Wettmarer Gaststätten schlossen die Türen, da sich ein Weiterverkauf der Waren nicht mehr lohnte.
Im Juni 1928 testete Fritz von Opel auf der Hasenbahn seinen Raketenwagen, der bei der ersten Testfahrt eine Geschwindigkeit von 254 km/h erreichte. Mehr als 20.000 Besucher säumten die Strecke. Die Folgen der Weltwirtschaftskrise wurde in den Wahlergebnissen von 1932 deutlich: Die NSDAP erhielt in Wettmar einen Stimmenanteil von 60,7 Prozent.
Vereinsleben in der Weimarer Zeit
Der 1912 vom Lehrer Johannes Schrader gegründete Turn- und Sportverein nahm seine Tätigkeiten wieder auf und veranstaltete 1929 ein Schauturnen – wohl aus dem Anlass der Neuanlage des Schulsportplatzes. Ein weiterer Verein die Christliche Pfadfinderschaft Deutschland siedelte sich 1928 in Wettmar an. Der Kötnerhof Nr. 40 (heutige Lage Schmiedestraße 12) Schmiedstraße 40 erstand. Nach vielen ehrenamtlichen Einsätzen wurde der Hof 1931 als Pfadfinderhof unter Beisein des Bischofs Marahrens und des Pfadfinderbundesführers Friedrich Duensing, eingeweiht. Das Wohnhaus wurde nach verschiedenen Nutzungs- und Eigentümerwechseln 1938 abgebaut und in den Hermann-Löns-Park in Hannover versetzt, wo es heute als Lokal am Annateich dient.

### Die Zeit des Nationalsozialismus
Nach dem Wahlsieg und der Machtergreifung der NSDAP wurde in Wettmar ein „NSDAP-Stützpunkt“ gegründet. Dieser richtete diverse politische Veranstaltungen aus. Am 21. März 1933 fand in Wettmar eine politische Großveranstaltung zur „Machtergreifung“ der NSDAP statt.
Sämtliche Vereine nahmen an einem Fackelumzug teil, der auf dem Nordberg endete. 1933 marschierten bereits erste Verbände der SA durch Wettmar. 1933 trat auch die NS-Frauenschaft und die Hitlerjugend (HJ) in Wettmar in Aktion. Der 1. Mai wurde ein offizieller Feiertag. 1933 wurde in allen Ortschaften eine „Hitler-Eiche“ als Versammlungsort der Dorfgemeinschaft gepflanzt.
Im Jahr 1933 gestaltete Lehrer Johannes Schrader mit den Wettmarer Schülern einen 80 × 35 m großen Badeteich am Hauptdamm. Diese Badeanstalt wurde bis 1964 genutzt. Ziel Schraders war es, möglichst vielen das Schwimmen beizubringen. Die Räumlichkeiten des Wettmarer Pfadfinderheimes fielen nach der Gleichschaltung der Vereine der HJ zu. Das Haupthaus wurde abgebrochen, in der Scheune tagten HJ und zum Teil der Ortsrat. Der Hof diente bis 1938 als Unterkunft für ein Mädchen-Arbeitslager. Diese Mädchen mussten bei der Ernte mithelfen.

### Der Zweite Weltkrieg
In Wettmar (am Schützenhaus), wie auch in Thönse (zwischen Thönse und dem Wäldchen Raden), wurde je eine Scheinwerfer-Stellung errichtet. Die Einberufung der wehrtüchtigen Männer verschärfte die Lage beim Ernteeinsatz. 1939 wurden 43 Männer eingezogen. Wie schon im Ersten Weltkrieg wurden Zwangsarbeiter eingesetzt.
Der Kirchendienst konnte nur provisorisch aufrechterhalten werden. Der MGV Germania musste das Singen einstellen. Am 15. August 1941 wurden erstmals alliierte Bomben über Wettmar abgeworfen, die keine größeren Schäden anrichteten. Um feindliche Bomberverbände von kriegswichtigen Plätzen abzulenken, wurde in Thönse auf dem Schulgelände eine Flugplatzattrappe errichtet, was auf Unmut der Wettmarer Bevölkerung stieß.
Zum Schutz der Bevölkerung wurden in Wettmar einige Bunker gebaut. In der Nacht vom 18. auf den 19. Oktober 1943 warfen englische Fliegerverbände Brand- und Sprengbomben über Wettmar ab. Im Ort wurden sieben Gebäude auf fünf Höfen getroffen, ebenso die Gaststätte Bormann von einer Phosphorbombe. Vier Gebäude waren nach diesem Angriff unbrauchbar. 1944 entstanden in Wettmar einige Behelfsheime für ausgebombte Familien. Zum Ende des Krieges führten Todesmärsche von KZ-Häftlingen an Wettmar vorbei. Die Wettmarer Eisenbahnstrecke war eine Hauptverbindungslinie zum KZ Neuengamme und zum Bergen-Belsen. Am 10. April 1945 wurde Wettmar von alliierten Einheiten besetzt. An Weltkriegsopfern hatte Wettmar 91 Tote und Vermisste, darunter 40 Einheimische und 51 Angehörige von Vertriebenen zu beklagen.

### Nachkriegszeit
In Thönse wurde eine politische Militärpolizei eingesetzt. Diese hatte die Aufgabe, alle benachbarten Orte, so auch Wettmar, nach Kriegsverbrechern und Parteifunktionären zu durchsuchen. In Wettmar blieb H. Brandes bis 23. November 1945 Bürgermeister. An diesem Tage wurde er von Heinrich Werth abgelöst. Seitens der ehemaligen Kriegs- und Zivilgefangenen kam es zu Übergriffen auf die Bevölkerung und zu Plünderungen.
In Wettmar wurden 1947 über 500 Heimatvertriebene und etwa 250 Zugewanderte gezählt. Die Zahl der Einheimischen betrug etwa 800.
1946 unterrichteten drei Lehrer 236 Kinder, davon 129 Flüchtlingskinder. Diese Kinder wurden in zwei Klassenräumen unterrichtet. In den Jahren 1952/53 entstand an der jetzigen Schulstraße ein zweiflügliges Schulgebäude mit vier Klassen und zwei Gruppenräumen. Eine wichtige Figur war der Lehrer und spätere Rektor Hans Krummel (1920–2005), der 1980 mit seiner letzten 4. Klasse als Klassenlehrer sein 40-jähriges Dienstjubiläum feierte. Er war außerdem als Organist in der Kirchengemeinde tätig.
Im Jahr 1959 wurde die Försterei „Wellmühle“ aufgelöst und als Forstwartei nach Großburgwedel verlegt.
1961 wurde das Freibad in Großburgwedel eröffnet. Die Wettmarer Badeanstalt wurde geschlossen, weil notwendige sanitäre Einrichtungen und die Anstellung eines Bademeisters nicht finanziert werden konnten.
In den Jahren 1972/73 änderte sich das Ortsbild erheblich. Der Löschwasserteich „Schusterkuhle“ wurde zugeschüttet und das Dorfgemeinschaftshaus (DGH) entstand an dieser Stelle.
Im Jahre 1974 wurde der Schlauchturm abgerissen und ein Spielplatz durch aktive Mithilfe der Dorfbevölkerung errichtet. Auch der Dorfplatz (ehemals Festplatz) wurde neu gestaltet.
Am 8. Mai 1978, dem Vorabend der Konfirmationen, verwüstete ein Feuer Teile des Glockenturms der St.-Markus-Kirche, der später wieder in Stand gesetzt wurde. Die historische Engelhardt-Orgel konnte trotz Löschwasserschäden gerettet werden. Im Jahr 2006 wurde sie nach historischem „engelhardschen Vorbild“ grundlegend restauriert.

### Eingemeindungen
Im Zuge der Gebietsreform in Niedersachsen, die am 1. März 1974 stattfand, verlor die Gemeinde Wettmar ihre politische Selbständigkeit und wurde eine Ortschaft der Gemeinde Burgwedel.
Am 26. August 2003 erhält die Stadt Burgwedel durch den Niedersächsischen Minister des Innern die Stadtrechte verliehen. Wettmar ist seitdem eine Ortschaft der Stadt Burgwedel.

### Einwohnerentwicklung
| Jahr      | 1910   | 1925   | 1933   | 1939   | 1950   | 1956   | 1961   | 1970   | 1973   | 2007  | 2020  |
| --------- | ------ | ------ | ------ | ------ | ------ | ------ | ------ | ------ | ------ | ----- | ----- |
| Einwohner | 725    | 744    | 763    | 803    | 1581   | 1492   | 1500   | 2377   | 2640   | 3682  | 3371  |
| Quelle    | [ 12 ] | [ 13 ] | [ 13 ] | [ 13 ] | [ 14 ] | [ 14 ] | [ 15 ] | [ 15 ] | [ 16 ] | [ 1 ] | [ 1 ] |

|  |

## Politik

### Ortsrat
- SPD: 2
- Grüne: 1
- LD: 1
- CDU: 3

Der Ortsrat von Wettmar setzt sich aus sieben Ratsmitgliedern (eine Ratsfrau und sechs Ratsherren) folgender Parteien zusammen:
- CDU: 3 Sitze
- SPD: 2 Sitze
- Grüne: 1 Sitz
- LD: 1 Sitz[18]

(Stand: Kommunalwahl 12. September 2021)

### Ortsbürgermeister
Der Ortsbürgermeister ist Michael Kranz (CDU). Sein Stellvertreter ist Andreas Genske (LD).

### Wappen
Der Entwurf des Kommunalwappens von Wettmar stammt von dem Heraldiker und Wappenmaler Gustav Völker, der zahlreiche Wappen in der Region Hannover erschaffen hat. Die Genehmigung des Wappens wurde am 22. Oktober 1957 durch den Niedersächsischen Minister des Innern erteilt.
| Wappen von Wettmar | Blasonierung: „Geteilt von Grün und Silber, oben ein wachsender, goldener Löwe, unten die untere Hälfte eines schwarzen Mühlrades.“ |
| Wappen von Wettmar | Wappenbegründung: Der Löwe versinnbildlicht die frühere Gerichtsbarkeit der Freien, die die Gemeinde Wettmar gemeinsam mit acht anderen umliegenden Gemeinden früher ausgeübt hat. Wir finden den gleichen Löwen bereits in den Wappen der Gemeinden Otze und Thönse. Das halbe Mühlrad weist auf die früher in Gemeindebesitz gewesene Wellmühle und auf die mit „Well-“ gebildeten Flurnamen wie: „In der Welle“, „Im Wellbroke“, „Auf der Wellwisch“ und „Auf dem Wellmoor“, hin. |

## Kultur und Sehenswürdigkeiten

### Bauwerke

#### Bockwindmühle

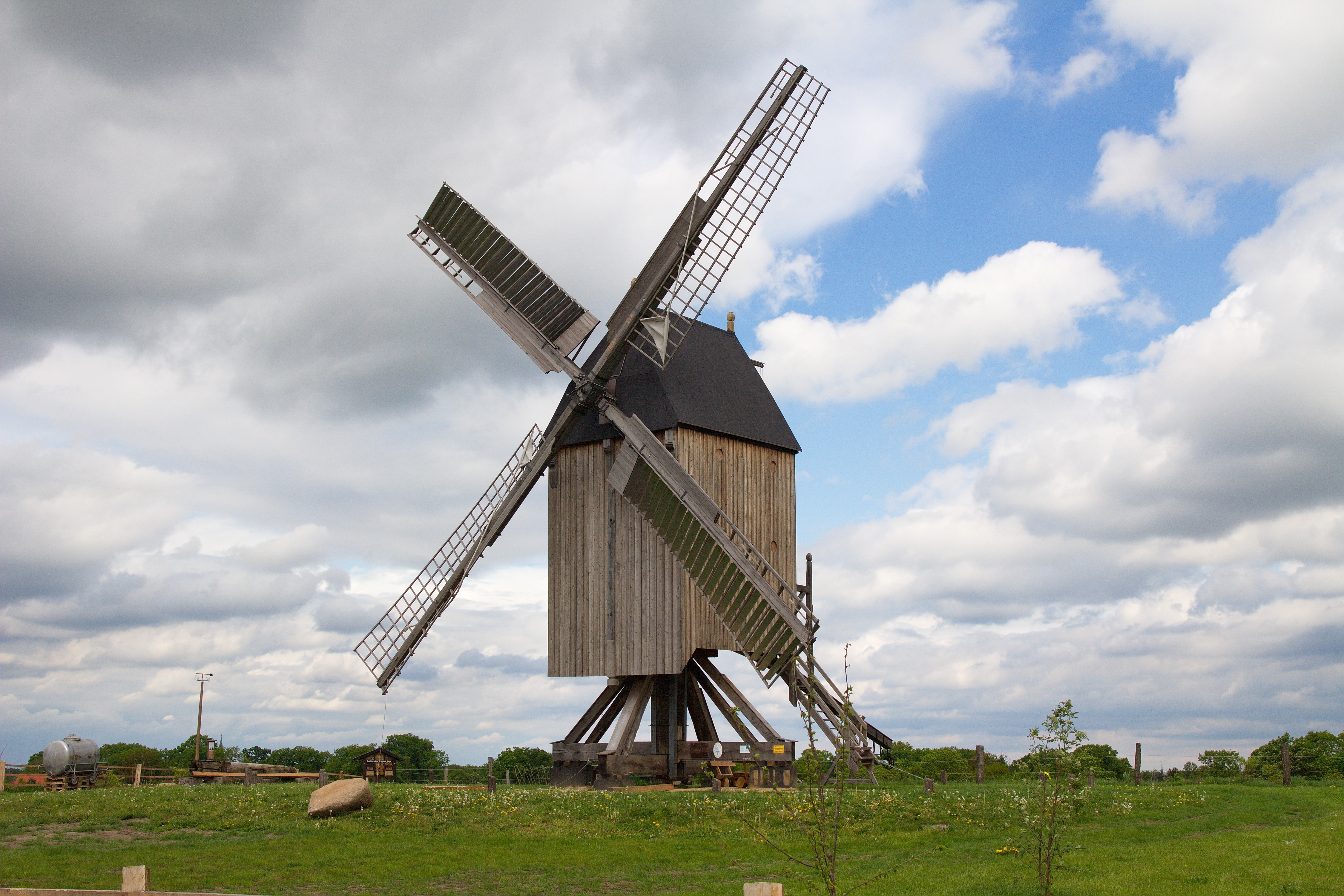
Bockwindmühle Wettmar, 2012

Die Bockwindmühle von Wettmar gehört zu den ältesten im ehemaligen Amt Burgwedel. Sie wurde 1798 unter Verwendung von Material einer Vorläuferanlage von 1585 errichtet und war bis 1943 in Betrieb. 2011 wurde sie rund einen Kilometer weiter nach Süden transloziert und in ihren ursprünglichen Betriebszustand zurückversetzt. An Mühlentagen produziert sie Mehl. Das heute denkmalgeschützte Bauwerk liegt an der Niedersächsischen Mühlenstraße.

#### St.-Marcus-Kirche

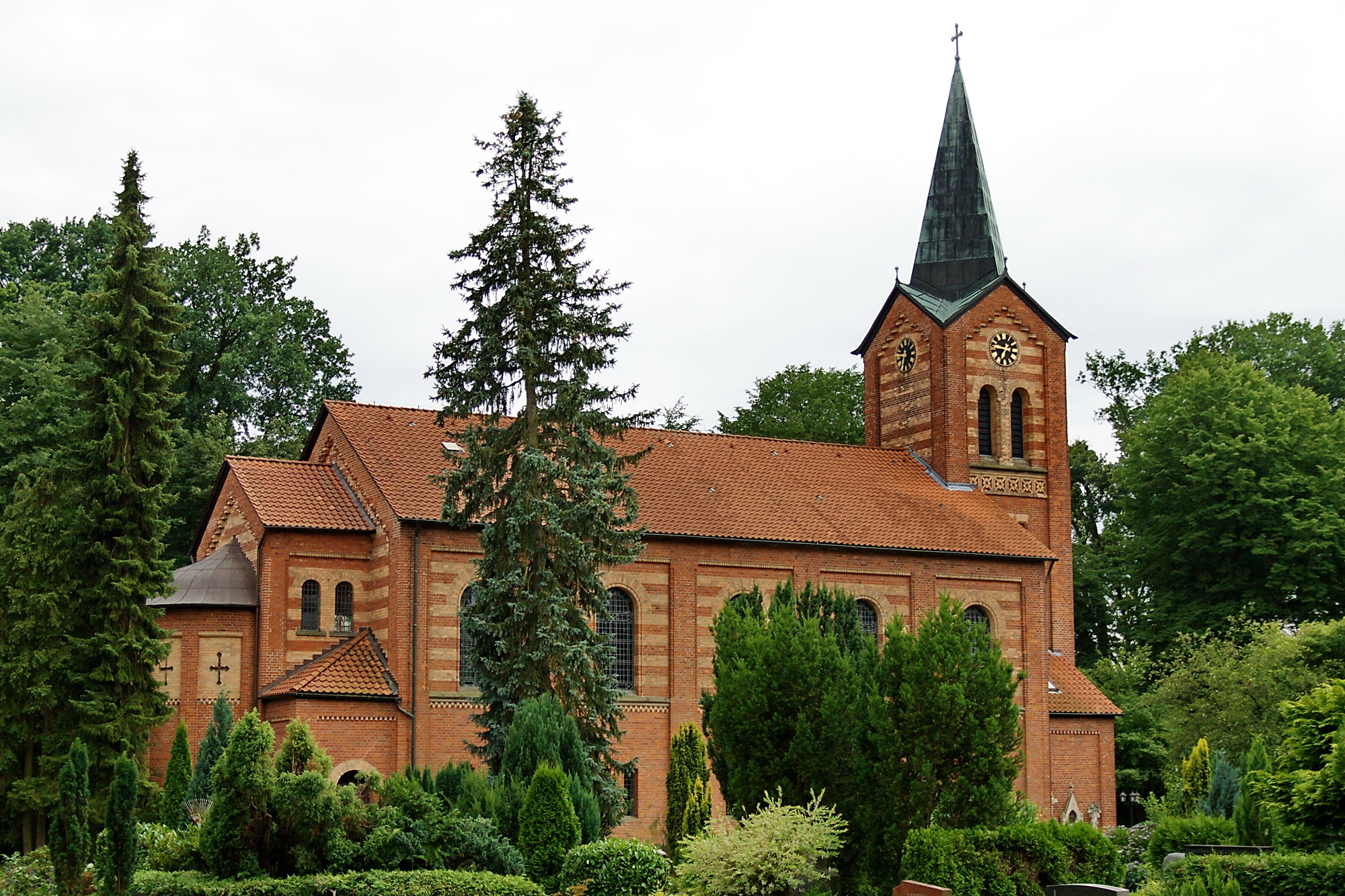
St.-Marcus-Kirche

Der Vorgänger der Kirche in Wettmar brannte 1850 ab und wurde 1855 durch das noch heute bestehende Gebäude der St.-Marcus-Kirche des Architekten Conrad Wilhelm Hase ersetzt.

### Natur- und Landschaftsschutzgebiete
- Kienmoor
- Forst Rundshorn

## Wirtschaft und Infrastruktur

### Unternehmen
Da sich in Wettmar kein von der Stadt Burgwedel ausgewiesenes Gewerbegebiet befindet, sind die meisten im Ort ansässigen Betriebe Einzelhändler. Im Ort bestehen mehrere Verbrauchermärkte für die Grundversorgung.

### Bildung
Neben der Grundschule gibt es im Ort auch eine Kindertagesstätte, in der Kinder von Krippengruppen über Kindergartengruppen bis hin zu Hortgruppen betreut werden. Als Besonderheit gibt es im Kindergartenalter eine integrative Gruppe, in der vier Kinder mit Förderbedarf zusammen mit anderen Kindern betreut werden.
Der von der Jugendpflege Burgwedel betriebene Jugendraum Wettmar ist in den Gebäudekomplex der Grundschule integriert. Er ist als Treffpunkt für Jugendliche eingerichtet worden und wird von einem pädagogischen Mitarbeiter betreut.

### Verkehr
Wettmar wird durch Buslinien der RegioBus Hannover innerhalb des Nahverkehrs der Region Hannover erschlossen. Der Ort befindet sich innerhalb des Tarifgebietes des Großraum-Verkehrs Hannover GVH. (Stand 2015)

## Personen, die mit dem Ort in Verbindung stehen
- Johann Andreas Engelhardt (1804–1866), Orgelbauer des 19. Jahrhunderts, er schuf 1856 die Orgel der St.-Marcus-Kirche
- Conrad Wilhelm Hase (1818–1902), Architekt und Hochschullehrer, er schuf von 1854 bis 1855 die örtliche St.-Marcus-Kirche
- Friedrich Dreyer (vor 1855–nach 1885), Geschütz-, Messing- und Glockengießer, er schuf um 1855 zwei neu geformte Glocken für die St.-Marcus-Kirche
- Otto Thöne (1858–1943), Lehrer, Schuldirektor, Geheimer Regierungsrat sowie Leiter des NORAG-Nebensenders Hannover, er verstarb in Wettmar
- Kurt Griemsmann (* im 20. Jahrhundert), Heimatforscher und Autor
- Paul Gerhardt Möller (1903–1998), evangelischer Geistlicher, Missionar und theologischer Autor, er war von 1932 bis 1936 Pastor in Wettmar
- Jörg Bente (* 1958), Orgelbaumeister, er restaurierte 2006 die Orgel von Johann Andreas Engelhardt aus der St.-Marcus-Kirche
- Rainer Fredermann (* 1959), Politiker (CDU), ehemaliges Mitglied des Niedersächsischen Landtags, wohnt in Wettmar